# Cerro Las Piñas (Portuguesa)
El Cerro Las Piñas es una formación montañosa ubicada en el Municipio Sucre en el extremo norte del estado Portuguesa, Venezuela. A una altitud promedio de 1.308 m s. n. m., el Cerro Las Piñas es una de las montañas más altas en Portuguesa.

## Ubicación
El Cerro Las Piñas se ubica en exclusivo punto de montaña del estado Portuguesa al norte del parque nacional Guaramacal. Colinda hacia el norte con el Troncal 7 que a ese nivel es la carretera nacional Boconó-Guanare. La carretera da un giro sur alrededor del Cerro Las Piñas comenzando en el poblado de Campo Elías hasta llegar a la ciudad de Biscucuy. En el lado opuesto de la carretera fluye el río Saguas.